# Premier gouvernement pré-autonomique d'Andalousie
 Andalousie
Création Pré-autonomique II
Le premier gouvernement pré-autonomique d'Andalousie est le gouvernement de l'Andalousie entre le 2 juin 1978 et le 2 juin 1979. Il est présidé par Plácido Fernández Viagas.

## Composition
| Fonction                                       | Nom | Nom                           | Parti |
| ---------------------------------------------- | --- | ----------------------------- | ----- |
| Président                                      |     | Plácido Fernández Viagas      | PSOE  |
| Conseiller au Travail                          |     | Carlos Navarrete Merino       | PSOE  |
| Conseiller à l'Intérieur                       |     | Carlos Sanjuán                | PSOE  |
| Conseiller à la Culture                        |     | Alfonso Lazo                  | PSOE  |
| Conseiller aux Travaux publics                 |     | Rafael Escuredo               | PSOE  |
| Conseiller à la Santé et à la Sécurité sociale |     | Antonio José Delgado de Jesús | UCD   |
| Conseiller à l'Agriculture                     |     | Francisco de la Torre Prados  | UCD   |
| Conseiller à l'Éducation                       |     | Eugenio Alés Pérez            | UCD   |
| Conseiller à l'Industrie                       |     | Tomás García García           | PCE   |